# 约瑟夫·巴泽尔杰特

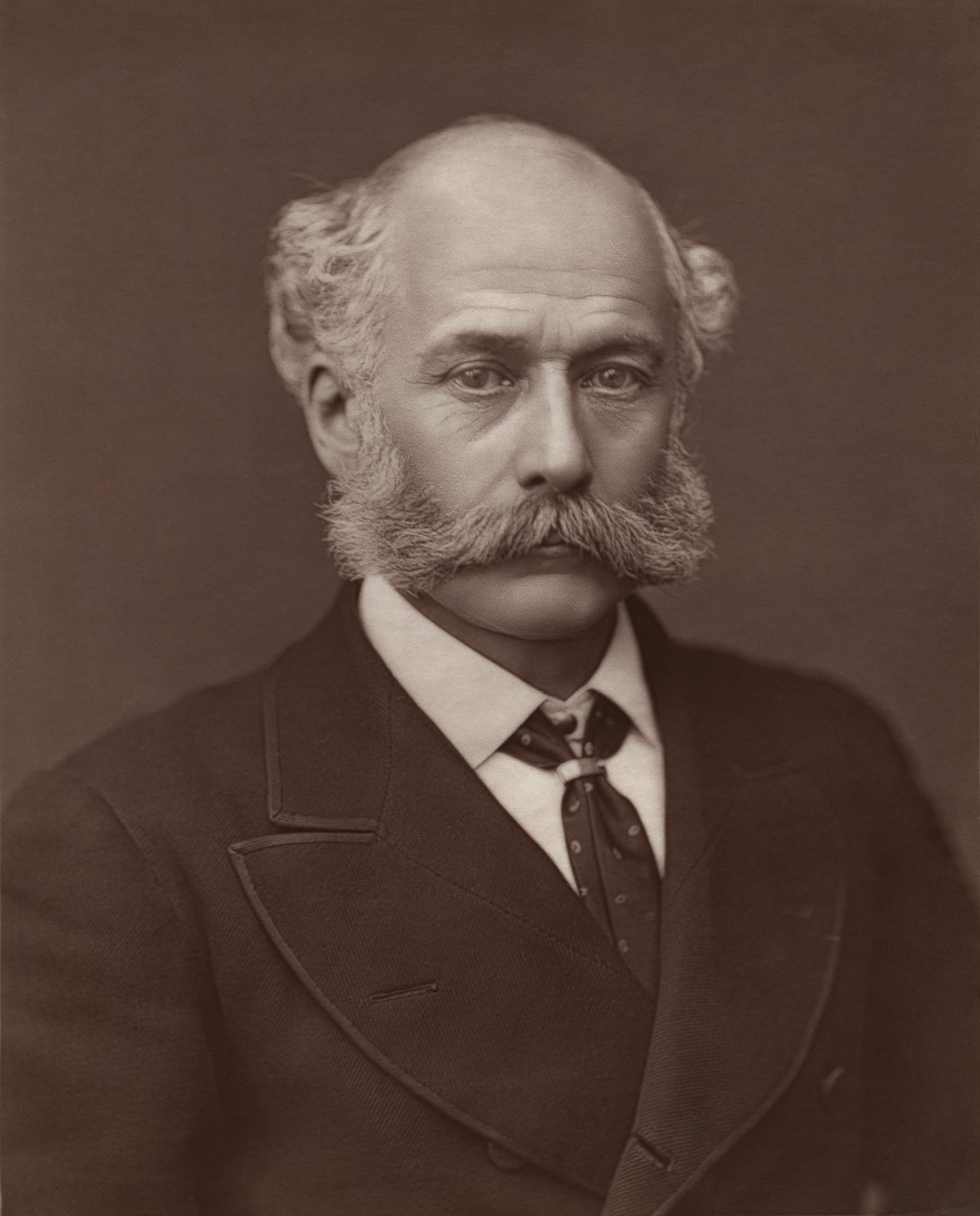
1870年代像

约瑟夫·威廉·巴泽尔杰特爵士 CB（Sir Joseph William Bazalgette /ˈbæzəldʒɛt/; 1819年3月28日—1891年3月15日）是一位英格兰土木工程师。作为大都会工程委员会的总工程师，他的主要成就是为伦敦市中心建造了污水处理系统以解决大惡臭。

## 生平
巴泽尔杰特出生于伦敦恩菲爾德鎮，是退休的皇家海军上尉约瑟夫·威廉（Joseph William Bazalgette；1783-1849年）和特丽莎（Theresa Philo；1796-1850年）之子，祖父是富有的胡格諾派移民。

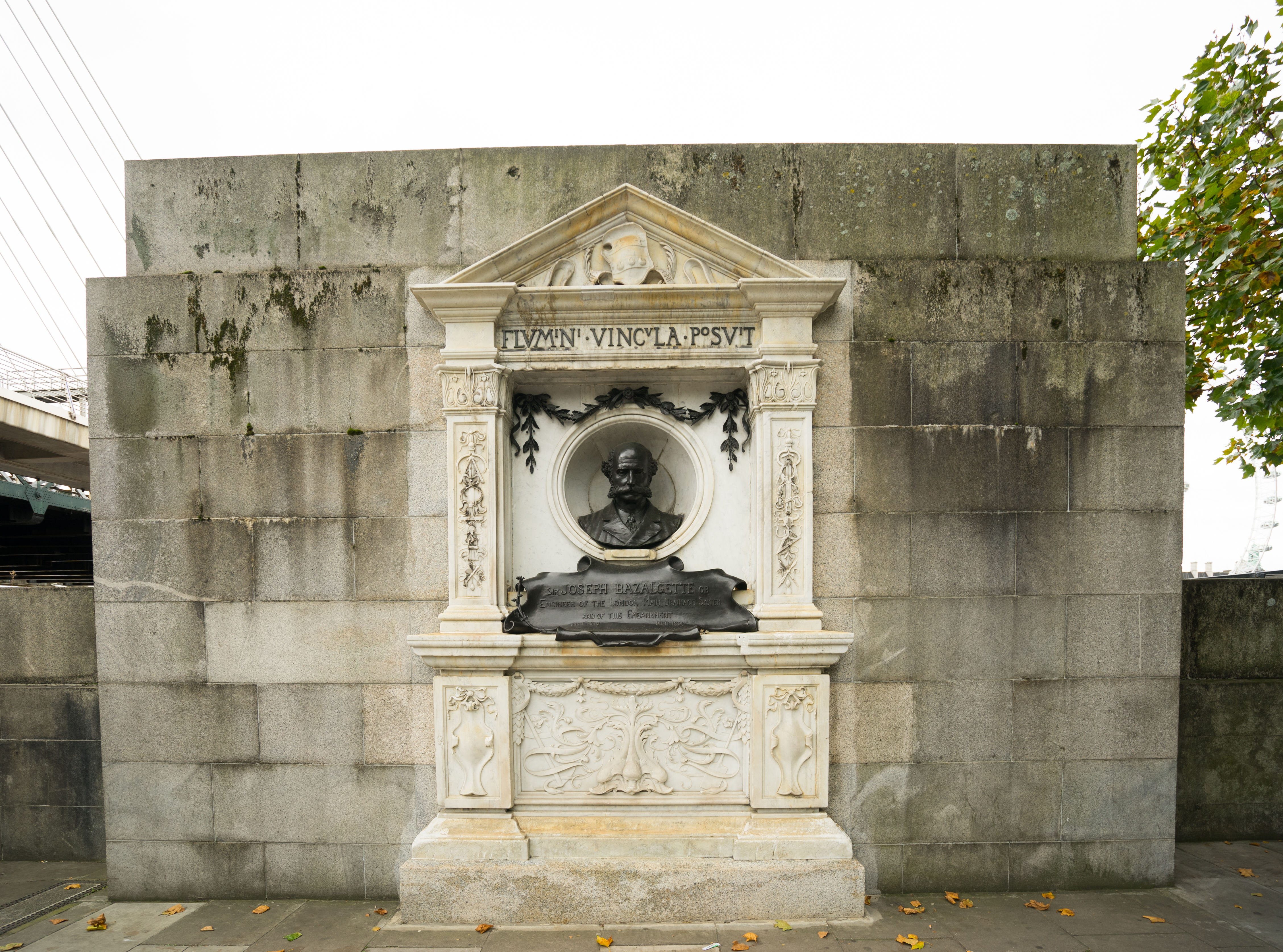
约瑟夫·巴扎杰特爵士纪念碑

他从事过铁路项目，1842年在伦敦开设自己的咨询公司。1847年，霍乱爆发，他在1849年被任命为伦敦下水道委员会的助理测量员，1852年接任工程师。1856年，他成为大都会工程委员会的总工程师。1858年，大恶臭发生后开始负责改革伦敦污水处理系统。
他于1891年在温布尔登的家中去世，安葬在附近的聖馬利亞教堂。

## 私生活
1845年，他在威斯敏斯特与玛利亚（Maria Kough；1819-1902年）结婚。1902年3月3日，他的妻子在位于温布尔登的住所去世，他们育有十一个孩子。